# YOSHIKI CLASSICAL
| 専門評論家によるレビュー | 専門評論家によるレビュー |
| レビュー・スコア         | レビュー・スコア         |
| 出典                     | 評価                     |
| ------------------------ | ------------------------ |
| Allmusic                 | [ 1 ]                    |

『YOSHIKI CLASSICAL』（ヨシキ・クラシカル）は、日本の音楽家であるYOSHIKIが2013年8月27日にリリースしたスタジオ・アルバム。
1993年発表のアルバム『Eternal Melody』と2005年発表のアルバム『ETERNAL MELODY II』の収録曲に加え、2013年1月にリリースされたゴールデングローブ賞の公式テーマ・ソング「ゴールデングローブのテーマ」と、X JAPANのワールド・ツアーのオープニングとして2010年から使用されている新曲「Miracle」を初収録した。

## 背景
YOSHIKIは1993年にジョージ・マーティンがオーケストラ・アレンジとプロデュースを手がけ、ロンドン・フィルハーモニー管弦楽団が演奏した1作目のクラシック・アルバム『Eternal Melody』をリリースした。『Eternal Melody』の収録曲は、主にYOSHIKIがメンバーであるロック・バンドX JAPANの楽曲の管弦楽アレンジで構成された。
2作目のクラシック・アルバム『ETERNAL MELODY II』は2005年にリリースされた。『天皇陛下御即位十年をお祝いする国民祭典』の奉祝曲「Anniversary」、2005年3月から開催された『愛・地球博』公式イメージ・ソング「I'll Be Your Love」に加え、YOSHIKIのプロジェクトであるViolet UKの楽曲が収録された。
2013年1月15日にハリウッド外国人記者協会のアイダ・タクラ・オ・ライリー会長から依頼を受けて制作した「ゴールデングローブのテーマ」をリリースしたが、アメリカの友人から、「ゴールデングローブのテーマ」に加えて、これまでに制作した万博の公式イメージ・ソング「I'll Be Your Love」や、奉祝曲「Anniversary」を収録したアルバムをリリースしたらどうかと提案を受けたことと、SNSを通じて日本国外のファンから自身のクラシック作品が購入できないという意見を受け、本作をリリースする運びとなった。これまでYOSHIKIがリリースしたクラシック・アルバムの2作は、いずれも日本国内のみのリリースであったため、海外からは入手困難な状況にあった。

## リリース、プロモーション

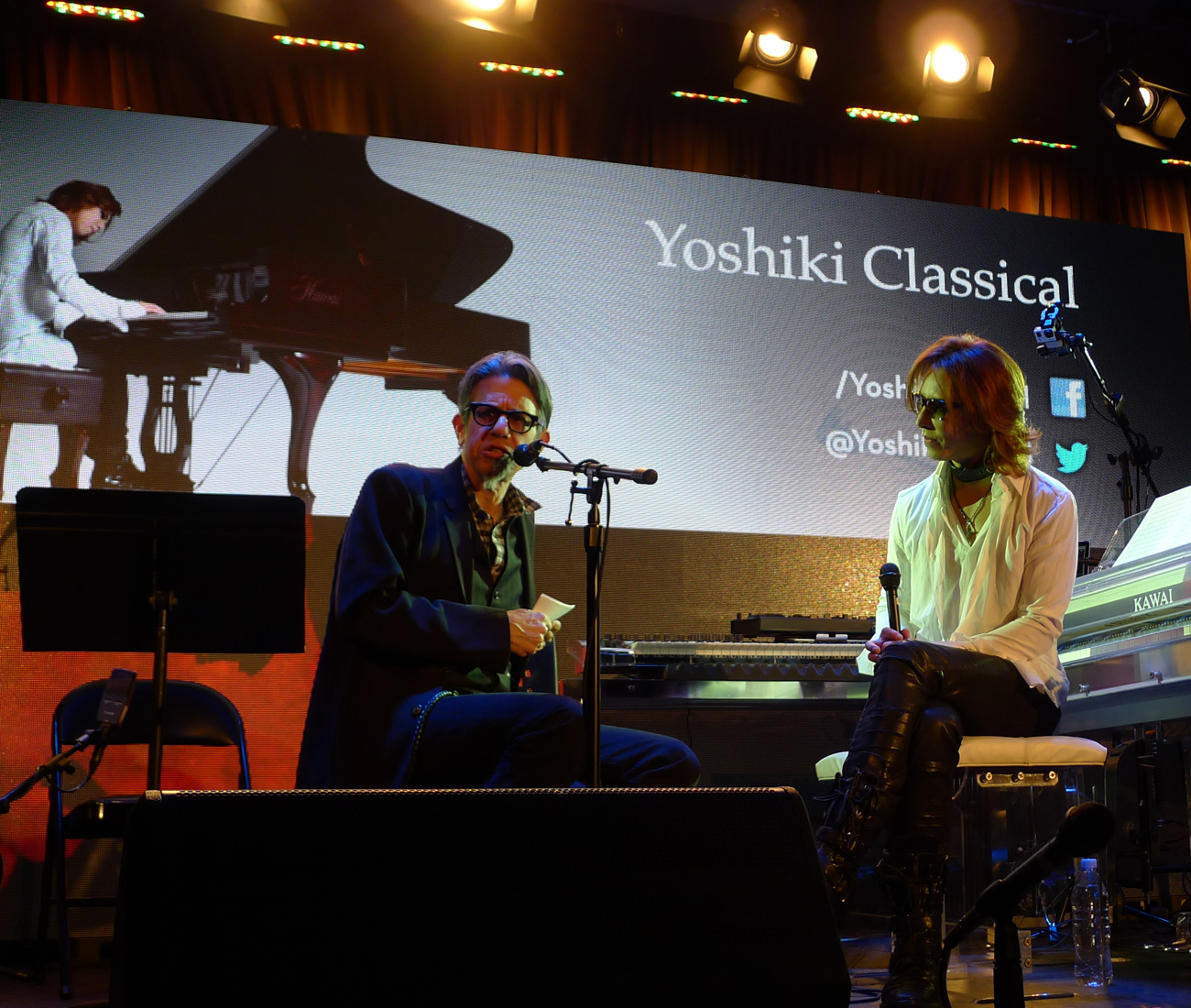
YOSHIKIはアルバム発売を記念して2013年8月26日にグラミー・ミュージアムで公演を行った。

iTunes Storeを通じて、2013年8月27日にアメリカとカナダ、9月24日に日本を除く全世界で配信された。日本では9月25日にCD形式で発売されたほか、『Yoshiki Melodies Classics -Japanese Edition-』と題されたデジタル配信限定のEPが発売された。
デジタル配信前日の8月26日にロサンゼルスのグラミー・ミュージアムで『An Evening with Yoshiki』と題されたショーケースを開催し、その模様はニコニコ生放送とUstreamで生中継された。日本での発売日9月25日にはタワーレコード渋谷店でサイン会を行った。
9月27日にはテレビ朝日系音楽番組『ミュージックステーション』に出演して、「Forever Love」を“MS Version”と題したピアノとストリングスによるインストゥルメンタルを演奏した。また、X JAPANライブ映像6作品のBlu-rayと『YOSHIKI CLASSICAL』の発売を記念して、ニコニコ生放送にて9月27日23時から24時間にわたってX JAPANの特別番組が放送された。この番組中、ニコファーレにおいてトーク・イベントを開催した。

## アートワーク
アルバムのジャケット・カバーには北米盤と、日本を含むインターナショナル盤の2種類がある。今作をアメリカ国内での販売を想定してアメリカで企画をしていた際に、古典的なクラシック・アルバムらしくピアノの前でYOSHIKIが座っている写真を撮影したが、後日世界中でのリリースが決まった際に、「遠くから見ると頭蓋骨に見える構図」というYOSHIKIの提案で日本で改めて撮影し直された。しかし、アメリカではやはりクラシックらしいイメージで売ることになり、北米盤のみデザインが異なる結果になった。

## ツアー

### 背景
YOSHIKIは『YOSHIKI CLASSICAL』の発売を記念して2013年8月26日にグラミー・ミュージアムでショーケース『An Evening with Yoshiki』を開催したが、そこに訪れていたYOSHIKIのエージェントがYOSHIKIにソロでの世界ツアー開催を提案した。YOSHIKIは固辞したが、エージェントの度重なる説得に折れる形で開催が決定された。エージェントから30本以上のスケジュールが組まれたが、YOSHIKIの意向で「Part 1」として10本程度にスケジュールを区切ることになった。2014年2月19日にグラミー・ミュージアムでソロ公演を兼ねた記者会見を開き、ソロとしては初めてとなるワールド・ツアー『YOSHIKI CLASSICAL WORLD TOUR 2014』を開催し、4月25日のカリフォルニア州コスタメサを皮切りに、メキシコ、カナダ、ヨーロッパ、中国を廻ると発表した。同年4月3日に東京アメリカンクラブで記者会見を開き、台北、東京、大阪の3公演の開催を発表した。 また、ツアー・メンバーのスケジュールの関係により、2014年5月10日にトロントのクイーン・エリザベス・シアターで予定されていた公演が延期されたことが発表された。

### コンサート概要
ステージはバックに大型スクリーン、上手側にYOSHIKIによるピアノと、下手側にセプテット（第1ヴァイオリン2人、第2ヴァイオリン2人、ヴィオラ1人、チェロ2人）が配置され、途中20分ほどの休憩を挟む2部構成で開催された。Violet UKでボーカリストを務めるケイティ・フィッツジェラルドも参加し、2009年公開の映画『GOEMON』の主題歌「Rosa」と、2014年公開のアニメーション映画『聖闘士星矢 Legend of Sanctuary』の主題歌「Hero (Yoshiki Classical Version)」を歌唱した。2014年4月25日のコスタメッサ公演にはSUGIZOが、2014年4月28日のサンフランシスコ公演にはToshlがゲスト出演し、X JAPANの楽曲「Tears」を披露した。
アメリカを除く各公演では、それぞれの地で親しまれている曲がピアノで演奏された。メキシコシティでは「シエリト・リンド」、モスクワではベリ・オージョルの「Kak Upoitelni V Rosii Vechera」、ベルリンではスコーピオンズの「ウィンド・オブ・チェンジ」、パリではエディット・ピアフの「愛の讃歌」、ロンドンではクイーンの「ボヘミアン・ラプソディ」 、上海では民謡曲「明月几时有」、北京では北京オリンピック公式テーマ曲「我和你」 、バンコクでは歌謡曲「満月」、台北では歌謡曲「雨夜花」、東京では文部省唱歌「故郷」 、大阪ではBOROの「大阪で生まれた女」 を演奏した。
河合楽器製作所は、ツアーで使用するフルコンサート・ピアノの提供や調律師を派遣した。ピアノには同社の「カワイフルコンサートピアノSK-EX」と「カワイフルコンサートピアノEX」が使用された。

### 放送
2014年6月15日にサンフランシスコ公演の模様がWOWOWで独占放送された。WOWOWでは2014年8月23日にも、6月に放送したサンフランシスコ公演に各地での公演も加えた拡大版と、ツアーの舞台裏に密着したドキュメンタリーが計3時間に渡って放送された。また、日本公演のチケットは入手困難なプラチナ・チケットとなり、オークション・サイト「ヤフオク!」ではペア・チケットが50万円を超える金額で取引されていたことから、2014年6月16日の東京公演は全国の映画館でライブ・ビューイングが実施された。

### セットリスト
1. 「Miracle」(video)
2. 「Forever Love」
3. 「ゴールデングローブのテーマ」
4. 「Rosa」（feat. ケイティ・フィッツジェラルド）
5. 「Anniversary」
6. 「Amethyst」
7. インプロビゼーション〜「白鳥の湖」（チャイコフスキー）
8. 「Hero (Yoshiki Classical Version)」（feat. ケイティ・フィッツジェラルド）
9. 「I.V.」
10. 「Without You」
11. 「紅」
12. 新曲
13. 「ART OF LIFE」
14. 「ENDLESS RAIN」

- 上海・北京公演では、日中の政治的関係性を考慮して「Anniversary」は演奏されなかった[26]。

### 公演日程
| 日付          | 都市             | 国       | 会場                             |
| ------------- | ---------------- | -------- | -------------------------------- |
| 2014年4月25日 | コスタメサ       | アメリカ | セゲルストロム芸術センター       |
| 2014年4月28日 | サンフランシスコ | アメリカ | デービス・シンフォニーホール     |
| 2014年5月3日  | メキシコシティ   | メキシコ | オーディトリオ・ブラックベリー   |
| 2014年5月21日 | モスクワ         | ロシア   | クロッカス・シティ・ホール       |
| 2014年5月23日 | ベルリン         | ドイツ   | テンポドローム                   |
| 2014年5月26日 | パリ             | フランス | ル・トリアノン                   |
| 2014年5月29日 | ロンドン         | イギリス | ロイヤル・フェスティバル・ホール |
| 2014年6月6日  | 上海             | 中国     | 上海東方芸術センター             |
| 2014年6月8日  | 北京             | 中国     | 北京展覧館                       |
| 2014年6月10日 | バンコク         | タイ     | ロイヤル・ジュビリー・ホール     |
| 2014年6月13日 | 台北             | 台湾     | 南港101                          |
| 2014年6月16日 | 東京             | 日本     | 東京芸術劇場                     |
| 2014年6月17日 | 大阪             | 日本     | ザ・シンフォニーホール           |

### キャンセル公演
| 日付          | 都市     | 国     | 会場                           |
| ------------- | -------- | ------ | ------------------------------ |
| 2014年5月10日 | トロント | カナダ | クイーン・エリザベス・シアター |

### 出演
- YOSHIKI（ピアノ）
- ケイティ・フィッツジェラルド（ボーカル）
- ミシェル・ハスラー（第1ヴァイオリン、コンサートミストレス）
- デズレー・ハズレイ（第1ヴァイオリン）
- モリー・ロジャース（第2ヴァイオリン）
- ルシーン・ザイアカイアンツ（第2ヴァイオリン）
- キアラ・ペリコ（ヴィオラ）
- 郭婷娜（チェロ）
- リア・メルツァー（チェロ）

出典:

## チャート成績
オリコンチャートにおける最高順位は4位。ビルボードのクラシック・アルバム・チャートにおける最高順位は11位であった 。ビルボード・ジャパンでは、総合チャートで最高3位、クラシック・アルバム・チャートでは3週連続で1位を獲得した。
iTunes Storeではアジアを中心に世界10ヶ国（日本、香港、マレーシア、シンガポール、台湾、インドネシア、フィンランド、カナダ）のクラシック・チャートで1位を獲得した。アメリカとノルウェーのクラシック・チャートでは2位、オーストラリアでは6位、フランスでは10位、フィリピンでは12位、スイスでは14位、ロシアでは14位、ロシアでは16位、イギリスでは44位であった。

## 収録曲
| 全作曲: YOSHIKI。 |                                                                            |      |            |       |
| #                 | タイトル                                                                   | 作詞 | 作曲・編曲 | 時間  |
| 1.                | 「Miracle」                                                                |      | YOSHIKI    | 4:52  |
| 2.                | 「Red Christmas (Classical Version)」                                      |      | YOSHIKI    | 7:20  |
| 3.                | 「Seize The Light (Live) [Classical Version]」                             |      | YOSHIKI    | 6:32  |
| 4.                | 「Golden Globe Theme」                                                     |      | YOSHIKI    | 3:49  |
| 5.                | 「Tears (Classical Version)」                                              |      | YOSHIKI    | 5:04  |
| 6.                | 「Anniversary (Theme for the Emperor of Japan 10 Year Anniversary)」       |      | YOSHIKI    | 7:18  |
| 7.                | 「Forever Love (Classical Version)」                                       |      | YOSHIKI    | 8:19  |
| 8.                | 「I'll Be Your Love (Theme for the World Expo Japan) [Classical Version]」 |      | YOSHIKI    | 9:03  |
| 9.                | 「Amethyst」                                                               |      | YOSHIKI    | 6:20  |
| 10.               | 「Say Anything (Classical Version)」                                       |      | YOSHIKI    | 10:09 |
| 11.               | 「Golden Globe Theme (Quartet Version)」                                   |      | YOSHIKI    | 3:48  |

| #   | タイトル                                     | 作詞 | 作曲・編曲 | 時間 |
| --- | -------------------------------------------- | ---- | ---------- | ---- |
| 1.  | 「Miracle」                                  |      |            | 4:52 |
| 2.  | 「Seize The Light (Classical Version)」      |      |            | 6:32 |
| 3.  | 「Golden Globe Theme」                       |      |            | 3:49 |
| 4.  | 「Tears (Classical Version)」                |      |            | 5:04 |
| 5.  | 「Red Christmas (Classical Version)」        |      |            | 7:20 |
| 6.  | 「Anniversary」                              |      |            | 7:18 |
| 7.  | 「Forever Love (Classical Version)」         |      |            | 8:19 |
| 8.  | 「I'll Be Your Love (Classical Version)」    |      |            | 9:03 |
| 9.  | 「Amethyst」                                 |      |            | 6:20 |
| 10. | 「The Last Song (Classical Version) [Live]」 |      |            | 8:07 |
| 11. | 「Golden Globe Theme (Quartet Version)」     |      |            | 3:48 |

| #  | タイトル                                 | 作詞 | 作曲・編曲 | 時間  |
| -- | ---------------------------------------- | ---- | ---------- | ----- |
| 1. | 「Miracle」                              |      |            | 4:52  |
| 2. | 「Golden Globe Theme」                   |      |            | 3:49  |
| 3. | 「Tears (Classical Version)」            |      |            | 5:04  |
| 4. | 「Amethyst*」                            |      |            | 6:20  |
| 5. | 「Say Anything (Classical Version)」     |      |            | 10:09 |
| 6. | 「Golden Globe Theme (Quartet Version)」 |      |            | 3:48  |
| 7. | 「Forever Love (Piano Solo Version)」    |      |            | 4:36  |

## パーソネル
| - 石坂敬一 - エグゼクティブ・プロデューサー - 宇都宮カズ - エグゼクティブ・プロデューサー - 大橋基樹 - デザイン - 大木健人 - エグゼクティブ・プロデューサー - カルテット・サンフランシスコ - 弦楽四重奏 - デヴィッド・キャンベル - オーケストレーション - ギャビン・グリーナウェイ - オーケストレーション - ジェレミー・コーエン - オーケストレーション - レスリー・アン・ジョーンズ - ミキシング - 須賀孝男 - ミキシング - 鈴木篤史 - エグゼクティブ・プロデューサー - 田中信一 - ミキシング - ジョー・チッカレリ - ミキシング - スティーブ・チャーチヤード - ミキシング - 東京フィルハーモニー交響楽団 - オーケストラ | - 西岡義弘 - 写真撮影 - シェリー・バーグ - オーケストレーション - 林光樹 - エグゼクティブ・プロデューサー - 広川正典 - A&R - 藤原いくろう - オーケストレーション - ジョナサン・プラット - A&R - グラハム・プレスケット - オーケストレーション - ヘイドン・ベンドール - ミキシング - ライアン・ボッシュ - ミキシング - スティーブン・マーカソン - マスタリング - ジョージ・マーティン - アディショナル・プロダクション、ミキシング、オーケストレーション、プロデューサー - ジョナサン・マクヒュー - A&R - YOSHIKI - 作曲、作詞、オーケストレーション、ピアノ、プロデューサー - ロンドン・フィルハーモニー管弦楽団 - オーケストラ |

## リリース歴
| 地域             | リリース日    | 規格         | レーベル                         |
| ---------------- | ------------- | ------------ | -------------------------------- |
| アメリカ、カナダ | 2013年8月27日 | デジタル配信 | Xプロジェクト                    |
| アメリカ、カナダ | 2013年9月24日 | CD           | イングルーヴス                   |
| 世界             | 2013年9月24日 | デジタル配信 | Xプロジェクト                    |
| 日本             | 2013年9月25日 | CD           | ワーナーミュージック・ジャパン   |
| イギリス         | 2014年5月26日 | CD           | リパブリック・オブ・ミュージック |